# Université nationale centrale
 (décembre 2024).
Si vous disposez d'ouvrages ou d'articles de référence ou si vous connaissez des sites web de qualité traitant du thème abordé ici, merci de compléter l'article en donnant les références utiles à sa vérifiabilité et en les liant à la section « Notes et références ».
L'Université nationale centrale (chinois : 國立中央大學 ; pinyin : Guólì zhōngyāng dàxué; anglais : National Central University) fait partie des prestigieuses universités centrales situées à Taïwan. Son campus se trouve à JhongLi, dans la ville de Taoyuan, en périphérie de la capitale Taipei. Le nom de l'université est souvent simplifié aux initiales NCU.

## Présentation
Renommée notamment pour ses recherches scientifiques et son réseau académique, l'université nationale centrale remonte historiquement en 1915 et à sa devancière « École normale nationale de Nankin » établie sous le régime de la République de Chine présidé par Sun Yat-Sen. En 1922, elle est intitulée « Université nationale centrale ». Après la Seconde Guerre mondiale, elle devient la plus grande université parmi toutes les autres à l’époque en Chine et se hisse au même rang que l'université de Pékin. À la suite des guerres civiles entre le parti nationaliste et le parti communiste, elle revoit le jour en 1962 sur l’île sous le régime de la République de Chine à Taïwan. 
De nos jours, après une dizaine d’années de développement, l'UNC est l’une des meilleures universités publiques taïwanaises et sélectionnée parmi les autres pour la subvention nationale du « Plan national du Développement des meilleures universités du monde et des excellents centres de recherches »
Implantée à Taoyuan sur un terrain vaste de 63 hectare, l'UNC se trouve près de l'aéroport international de Taoyuan et de la gare TGV de Taoyuan qui raccourcit le trajet avec Taipei à 20 minutes. Actuellement[Quand ?], au sein de son campus, il y a environ 10 000 étudiants dont la moitié est en enseignement supérieur du 1er cycle et l’autre est en enseignement supérieur du 2e ou 3e cycle. 
Composée de 7 départements, elle forme ses étudiants aux sciences de l'ingénieur, sciences de l'information, langues (dont le hakka aborigène), sciences de gestion, sciences de la Terre, etc.
Elle propose des programmes undergraduate, graduate, et Ph.D. ; et accueille chaque année des étudiants internationaux en semestre d'échange universitaire. Il est également possible d'y obtenir une bourse d'études pour y effectuer un doctorat.
Elle est l'une des seules universités taïwanaises disposant d'un département d'enseignement du français.

## Astronomie
L'observatoire de Lulin dépend de l'université.

## Honneur
L'astéroïde (145534) Jhongda, découvert à l'observatoire de Lulin, est nommé en l'honneur de l'université.